# Livets Ändhållplats
 (octobre 2007).
Si vous disposez d'ouvrages ou d'articles de référence ou si vous connaissez des sites web de qualité traitant du thème abordé ici, merci de compléter l'article en donnant les références utiles à sa vérifiabilité et en les liant à la section « Notes et références ».
Albums de Shining
Within Deep Dark Chambers
(2000) Angst, Självdestruktivitetens Emissarie
(2002)
II: Livets Ändhållplats est le deuxième album du groupe de black metal suédois Shining, sortie en août 2001.

## Liste des titres
| 1.    | Ett liv utan mening                    | 7:35  |
| 2.    | Att med kniv göra sig illa             | 2:08  |
| 3.    | Ännu ett steg närmare total utfrysning | 10:20 |
| 4.    | Död                                    | 7:37  |
| 5.    | Svart (ur Dagerman's perspektiv)       | 7:13  |
| 6.    | Livets ändhållplats                    | 9:19  |
| 44:11 |                                        |       |

| Titre bonus - Réédition australienne (Modern Invasion Music, 2004) | Titre bonus - Réédition australienne (Modern Invasion Music, 2004) | Titre bonus - Réédition australienne (Modern Invasion Music, 2004) | Titre bonus - Réédition australienne (Modern Invasion Music, 2004) | Titre bonus - Réédition australienne (Modern Invasion Music, 2004) | Titre bonus - Réédition australienne (Modern Invasion Music, 2004) | Titre bonus - Réédition australienne (Modern Invasion Music, 2004) | Titre bonus - Réédition australienne (Modern Invasion Music, 2004) | Titre bonus - Réédition australienne (Modern Invasion Music, 2004) | Titre bonus - Réédition australienne (Modern Invasion Music, 2004) |
| No                                                                 | Titre                                                              | Durée                                                              |                                                                    |                                                                    |                                                                    |                                                                    |                                                                    |                                                                    |                                                                    |
| ------------------------------------------------------------------ | ------------------------------------------------------------------ | ------------------------------------------------------------------ | ------------------------------------------------------------------ | ------------------------------------------------------------------ | ------------------------------------------------------------------ | ------------------------------------------------------------------ | ------------------------------------------------------------------ | ------------------------------------------------------------------ | ------------------------------------------------------------------ |
| 7.                                                                 | Manipulation Mass                                                  | 5:22                                                               |                                                                    |                                                                    |                                                                    |                                                                    |                                                                    |                                                                    |                                                                    |
| 49:45                                                              |                                                                    |                                                                    |                                                                    |                                                                    |                                                                    |                                                                    |                                                                    |                                                                    |                                                                    |

## Membres du groupe
- Niklas « Kvarforth » Olsson : chant, guitare électrique
- Tusk : basse
- Ted Wedebrand : batterie